# 道の駅マキノ追坂峠
道の駅マキノ追坂峠（みちのえき マキノおっさかとうげ）は、滋賀県高島市マキノ町海津にある国道161号の道の駅である。

## 施設
- 駐車場
  - 普通車：40台[4]
  - 大型車：27台[4]
  - 身障者用：2台[4]
- トイレ
  - 男：大・小12
  - 女：7
  - 身障者用：2
- 情報コーナー
- レストラン（9:00 - 18:00）[4]
- パン工房（ベーカリー、9:00 - 18:00）[4]
- 農産物・加工品直売コーナー（農産物直売所・売店、9:00 - 18:00）[4]

### 管理団体
- 設置者：高島市
- 指定管理者：一般社団法人めいどいんマキノ[2][5][6]

## 休館日
- 毎週火曜日（下記の時期などを除く）[4]
  - 祝日・桜の開花時期・ゴールデンウィーク・夏季（7月下旬から8月）・紅葉期は営業[4]。
- 年末年始[4]

## アクセス
- 国道161号（国道303号と重複） - 登録路線
  - 滋賀県道287号小荒路牧野沢線

路線バス
- 高島市コミュニティバス（湖国バスに委託運行）
  - 西日本旅客鉄道（JR西日本）湖西線マキノ駅より国境線・マキノ高原線で「道の駅マキノ追坂峠」下車[7]。

## 周辺
- 大荒比古神社・鞆結神社
- マキノ高原スキー場
- マキノピックランド
- マキノサニービーチ
- 海津大崎の桜並木
- 琵琶湖
- 追坂峠